# 제주서부소방서
제주서부소방서(濟州西部消防署, Jeju Seobu Fire station)는 제주특별자치도의 서부권역을 관할하는 제주특별자치도 소방안전본부 산하의 소방서이다.
소방서장은 소방정으로 보한다.

## 조직
| - 소방행정과 - 소방행정팀 - 예산장비팀 | - 현장대응과 - 예방지도팀 - 대응지도팀 |

## 관할센터 및 관할구역
제주서부소방서는 6개의 119안전센터와 1개의 구조대를 산하에 두고 있다.
| 명칭                     | 사진 | 주소                           | 관할구역                                  | 지역대 |
| ------------------------ | ---- | ------------------------------ | ----------------------------------------- | ------ |
| 한림119안전센터          |      | 제주시 한림읍 한림중앙로 150   | 제주시 한림읍                             |        |
| 애월119안전센터          |      | 제주시 애월읍 일주서로 6513    | 제주시 애월읍                             |        |
| 대정119안전센터          |      | 서귀포시 대정읍 일주서로 2717  | 서귀포시 대정읍 일부                      |        |
| 한경119안전센터          |      | 제주시 한경면 일주서로 4218    | 제주시 한경면 일부                        |        |
| 안덕119안전센터          |      | 서귀포시 안덕면 화순서서로 2   | 서귀포시 안덕면                           |        |
| 영어교육도시119안전센터  |      | 서귀포시 대정읍 에듀시티로 238 | 제주시 한경면 일부, 서귀포시 대정읍 일부  |        |
| 제주서부소방서 119구조대 |      | 제주시 한림읍 한림중앙로 150   | 제주특별자치도 제주시 일부, 서귀포시 일부 |        |

## 같이 보기
- 대한민국 소방청
- 대한민국의 소방
- 소방관 계급